# シボレー・サイテーション
サイテーション（Citation ）は、かつてGMで生産し、シボレーブランドで販売されていた乗用車である。

## 概要
1979年まで生産されたノヴァに代わって、シボレーブランド初の前輪駆動車として登場した。当初は、シボレー・モンツァとマリブの中間に位置したが、1985年にシボレー・セレブリティとキャバリエに統合され、販売を終えている。約1年後の1986年には、後継車種のシボレー・コルシカを、1987年にはシボレー・ベレッタを発表し販売した。姉妹車には、ビュイック・スカイラーク、ポンティアック・フェニックスなどがあった。

## ギャラリー

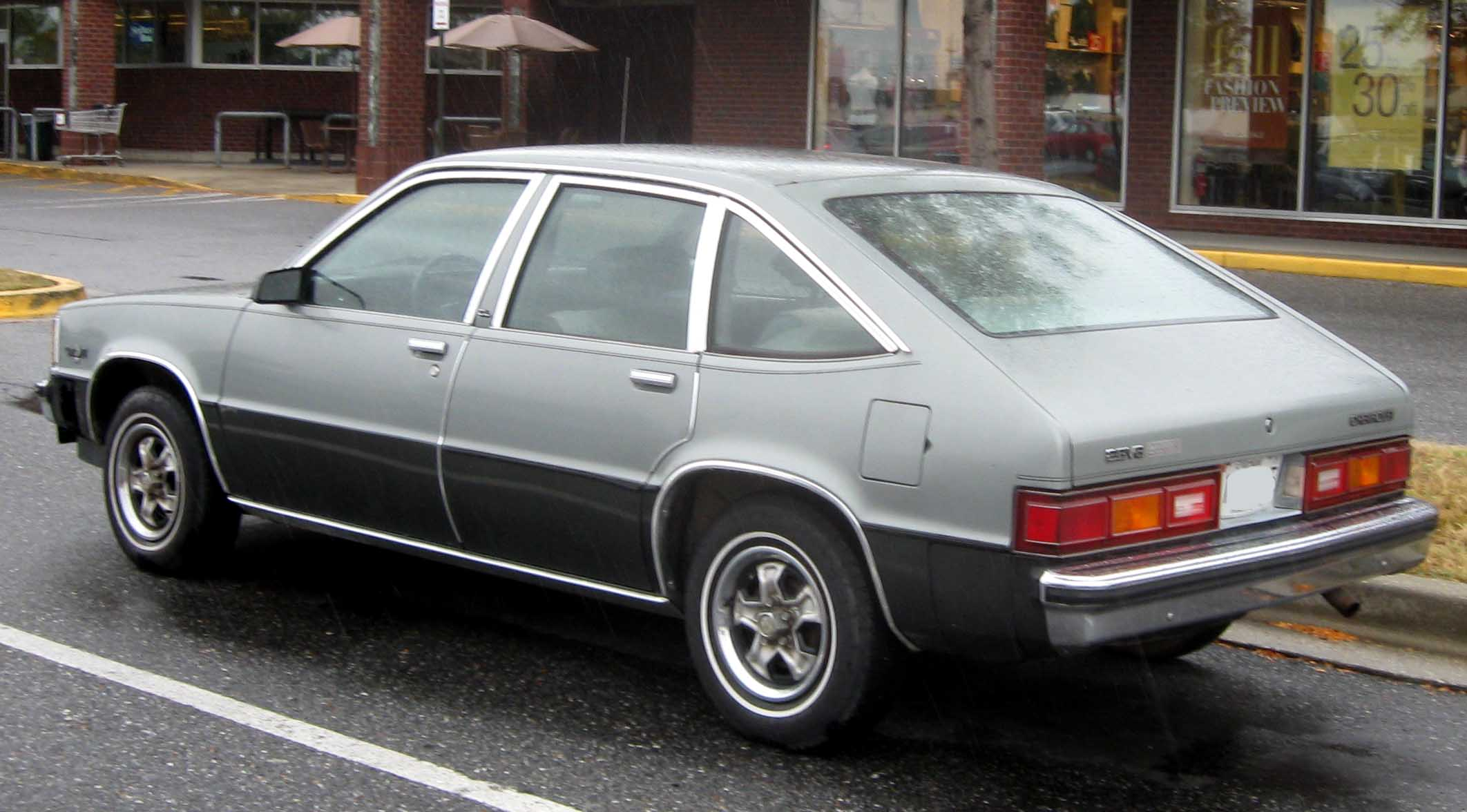
5ドア リア
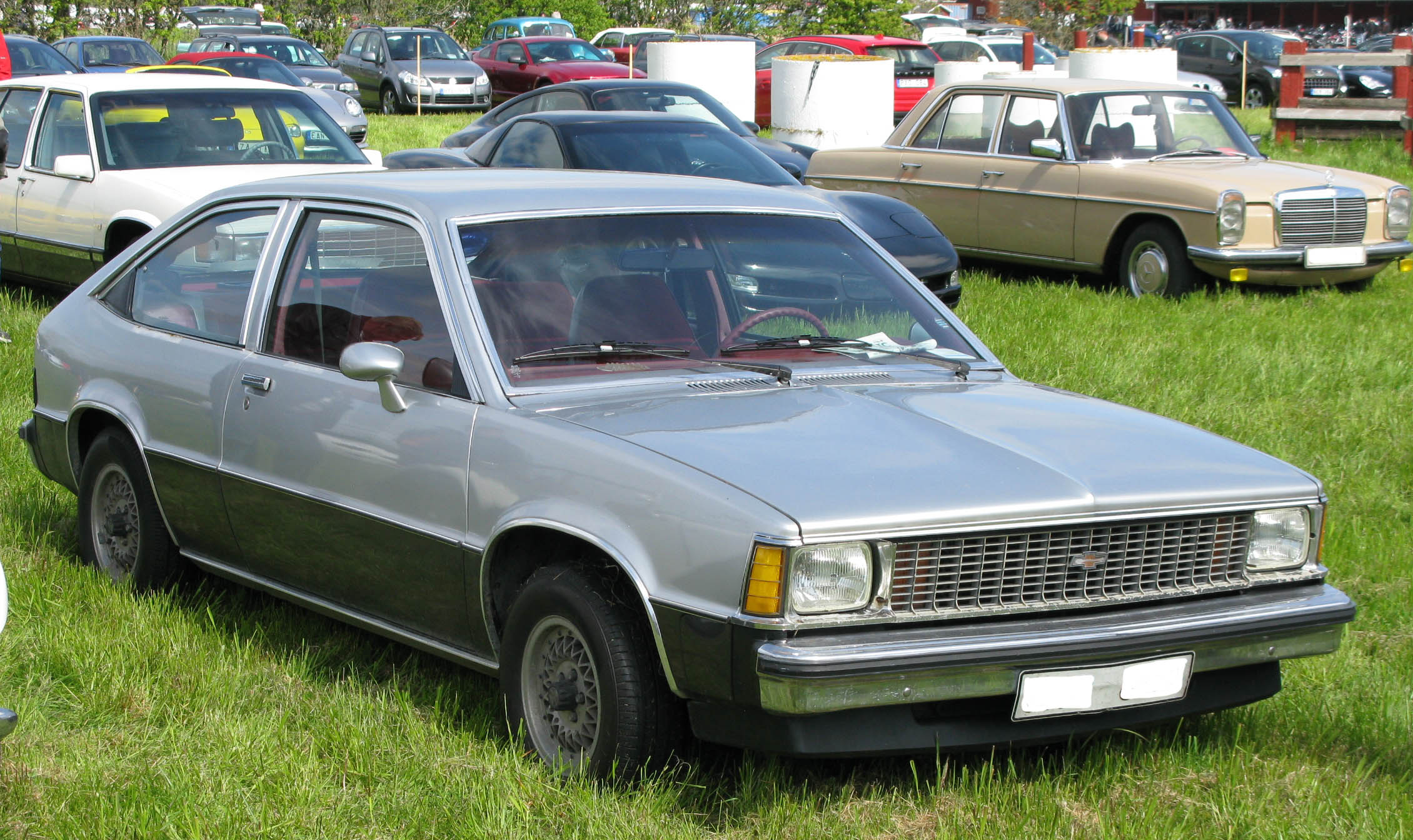
3ドア
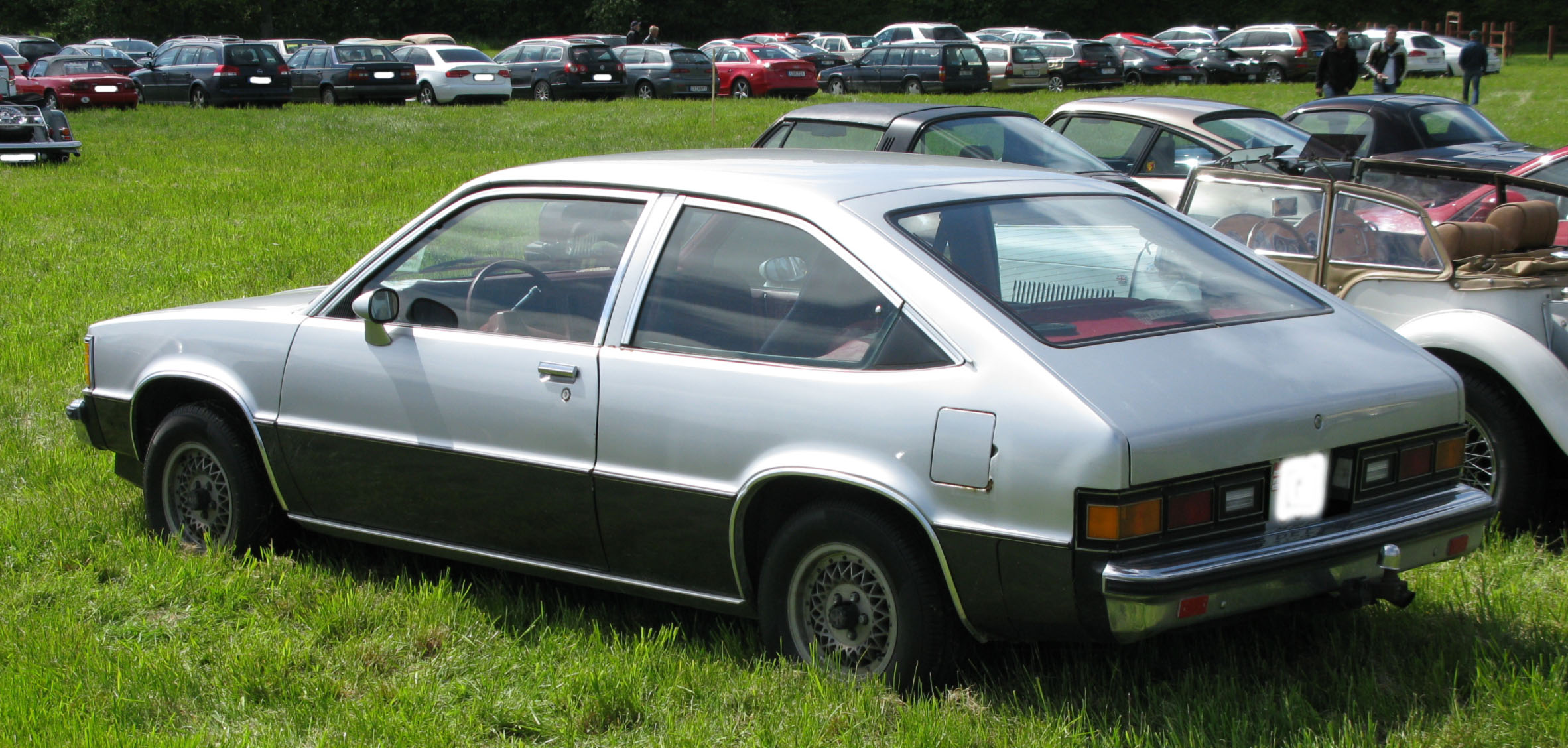
3ドア リア
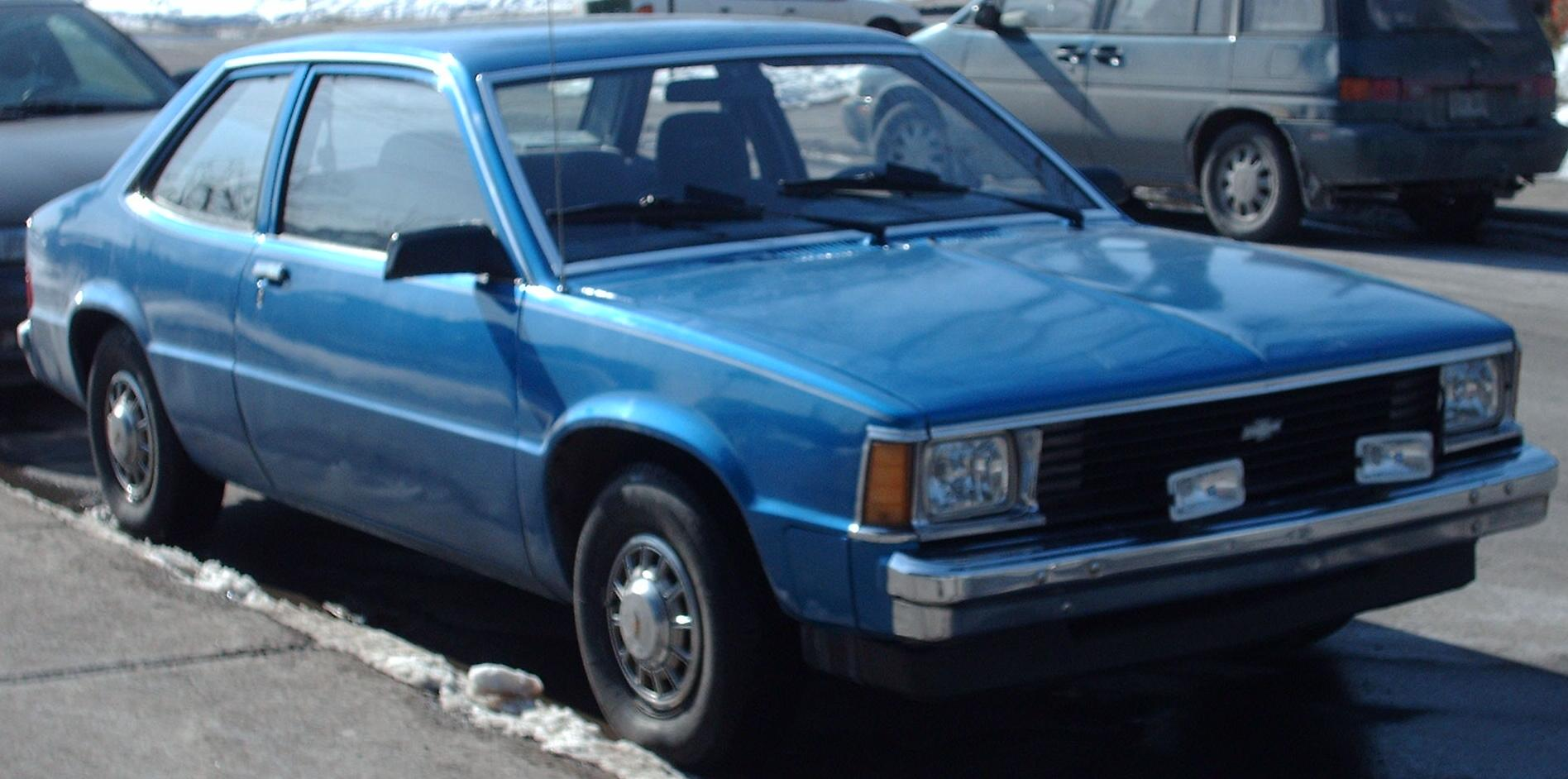
クーペ

## 日本での販売
日本でもいすゞ自動車が正規輸入していたが、販売は芳しくなかった。